# Saserna lyde
Saserna lyde là một loài bướm đêm trong họ Noctuidae.